# Biserica „Sfântul Dumitru” din Tătărești
Biserica „Sf. Dumitru” este o biserică amplasată în Tătărești, raionul Cahul, Republica Moldova. Este un monument arhitectural de importanță națională inclus în Registrul monumentelor Republicii Moldova ocrotite de stat cu nr. 49 (raionul Cahul). Datează din 1916.